# Ion Stănescu
Ion Stănescu, inițial Ion Silaghi (n. 23 ianuarie 1929, Ghercești, județul Dolj – d. 5 iunie 2010, Periș Ilfov) a fost un comunist și general român, care a îndeplinit funcțiile de membru al CC al PCR (1965-1979 și 1982-1989), ministru de interne și președintele Consiliului Securității Statului al RSR (1968-1972), ministru de interne (1972-1973), ministru al turismului (1984-1989), precum și alte funcții cu rang de ministru. După 1990 a fost vicepreședinte al Partidului Socialist al Muncii.

## Biografie
Ion Stănescu s-a născut la 23 ianuarie 1929 în comuna Ghercești (județul Dolj), numindu-se inițial Ion Silaghi. A lucrat ca frezor, aderând de tânăr la mișcarea comunistă. În anul 1947 a devenit membru al PCR.
După preluarea puterii de către comuniști, a lucrat ca activist politic. A urmat studii la Școala Militară de Ofițeri Politici nr. 2 Oradea (decembrie 1950 – noiembrie 1951), la Școala Superioară de Științe Sociale "A.A.Jdanov", de pe lângă CC al PMR (septembrie 1952 - octombrie 1955) și la Facultatea de Științe Juridice din București (1963). A avansat în aparatul de partid, fiind ales membru al CC al PCR (1965-1979 și 1982-1989), membru supleant al CC al PCR (1979-1982) și membru supleant al Comitetului Executiv al CC al PCR (1969-1974). A îndeplinit funcția de prim-secretar al Comitetului Regional de Partid Oltenia (1964-1967). Ion Stănescu a fost deputat în Marea Adunare Națională în sesiunile din perioada 1965 - 1980.
Este transferat apoi în aparatul Ministerului de Interne, îndeplinind funcțiile de președinte al Consiliului Securității Statului  (cu rang de ministru) (7 mai 1968 – 24 aprilie 1972) și ministru de interne (24 aprilie 1972 – 17 martie 1973).
Revine apoi în activitatea politică ca prim-secretar al Comitetului județean de partid și președinte al Comitetului Executiv al Consiliului Popular al județului Dâmbovița (1974-1977), viceprim-ministru al Guvernului (26 ianuarie 1977 - 7 martie 1978), ministru secretar de stat la Ministerul Construcțiilor Industriale (7 martie 1978 - 16 martie 1981), ministru secretar de stat la Ministerul Industriei Chimice (16 martie - 25 august 1981), ministru, șeful Departamentului pentru Construcții în Străinătate (25 august 1981 - 23 octombrie 1984) și ministru al turismului (23 octombrie 1984 - 22 decembrie 1989).
După Revoluția din decembrie 1989, Ion Stănescu a fost membru fondator al Partidului Socialist al Muncii și al Partidului Alianța Socialistă în care a deținut funcția de vicepreședinte. A decedat la 5 iunie 2010, într-un accident.

## Controverse
În vara anului 1970, în timp ce lucra la Securitate, basarabeanul Alexandru Usatiuc-Bulgăr, care se afla la București, a vrut să-i transmită lui Nicolae Ceaușescu un memoriu din partea Frontului Național Patriotic, organizație clandestină de pe teritoriul RSS Moldovenești. Documentul conținea mai multe date și argumente despre politica oficială de deznaționalizare a românilor basarabeni, cărora li se interzicea să-și vorbească limba, să-și cunoască istoria, despre faptul că acestora le erau închise școlile, bisericile, că nu li se permitea să-și viziteze rudele din România, că nu aveau permisiune să se stabilească în orașe, invadate de „specialiști” invitați din toate regiunile fostei URSS ș.a.m.d.
Ion Stănescu, la indicația lui Ceaușescu, a informat printr-o scrisoare șeful KGB-ului sovietic, Iuri Andropov:
```

Strict secret
CONSILIUL SECURITĂȚII STATULUI AL REPUBLICII SOCIALISTE ROMÂNIA
Nr. 14/006418 din 30.06.1970

Către
Președintele Comitetului Securității de Stat
de pe lângă Consiliul de Miniștri al U.R.S.S.
Tov. Andropov I.V.
Moscova

Stimate tovarășe Andropov!
În data de 12 iunie a.c., la Consiliul de Stat al R.S. România s-a prezentat cetățeanul sovietic USATIUC Alexandr Vasilievici, născut la 23.02.1915, domiciliat în Chișinău, str. Lomonosov nr. 24, posesor al pașaportului N 482230 și a cerut să fie primit de tovarășul Nicolae Ceaușescu, motivând că dorește să expună „o problemă importantă”.
Cu această ocazie numitul a lăsat un plic adresat Președintelui Consiliului de Stat, care conținea un material dactilografiat pe 6 pagini, relatând despre niște acțiuni ale unor elemente din R.S.S. Moldovenească împotriva statului sovietic.
Usatiuc Alexandr Vasilievici. nu a primit audiență.
Considerând că aceste acțiuni prezintă interes pentru organele sovietice de securitate, Vă trimitem plicul și materialul lăsat de numitul la Consiliul de Stat al R.S. România.

Cu salutul tovărășesc,
Președintele Consiliului Securității Statului
al Republicii Socialiste România
Ion Stănescu
(semnătura și ștampila)

```

În zilele imediat următoare sunt arestați Alexandru Usatiuc-Bulgăr, Gheorghe Ghimpu, Valeriu Graur și Alexandru Șoltoianu.
Ei sunt anchetați în beciurile KGB-ului din Chișinău aproape doi ani de zile.
Procesul va avea loc la 13 iunie 1972.
Alexandru Usatiuc-Bulgăre e condamnat la 7 ani de lagăr de muncă silnică cu regim sever, plus 5 ani de deportare în Siberia;
Gheorghe Ghimpu – la 6 ani de lagăr de muncă silnică cu regim sever;
Valeriu Graur – la 4 ani de lagăr de muncă silnică cu regim sever;
Alexandru Șoltoianu – la 6 ani de lagăr de muncă silnică cu regim sever, plus 5 ani de deportare în Siberia.
Aceeași acuzare trece dintr-un rechizitoriu în altul: „pentru propagandă și agitație antisovietică cu scopul de subminare și slăbire a puterii sovietice”.
Usatiuc-Bulgăr a fost închis într-un lagăr din regiunea Perm în munții Ural, iar Ghimpu, Graur și Șoltoianu sunt întemnițați în lagărele din Mordovia.
Nu aveau dreptul la corespondență, nu aveau dreptul să primească colete, umblau mereu flămânzi, lagărele erau neîncălzite, mulți dintre deținuți decedând din cauza frigului.

## Decorații
- Ordinul Muncii clasa a III-a (21 august 1954) „pentru merite deosebite pe tărîmul construcției de stat, economice, sociale și culturale, cu ocazia celei de a zecea aniversări a eliberării patriei noastre”[6]
- Ordinul „Steaua Republicii Populare Romîne” clasa a III-a (18 august 1964) „pentru merite deosebite în opera de construire a socialismului, cu prilejul celei de a XX-a aniversări a eliberării patriei”[7]
- Ordinul „Tudor Vladimirescu” clasa a III-a (30 aprilie 1966) „cu prilejul celei de-a 45-a aniversări de la înființarea Partidului Partidului Comunist din România, pentru merite deosebite în opera de construire a socialismului”[8]
- Medalia „A XXV-a Aniversare a Eliberării Patriei” (4 august 1969) „pentru merite deosebite în lupta împotriva fascismului, în eliberarea țării, în războiul antihitlerist, în instaurarea puterii democrat-populare și construirea socialismului în Republica Socialistă România, cu prilejul celei de-a XXV-a aniversări a eliberării patriei”[9]
- Ordinul „Steaua Republicii Socialiste România” clasa I (4 mai 1971) „cu prilejul aniversării a 50 de ani de la constituirea Partidului Comunist Român, [...] pentru merite deosebite în opera de construire a socialismului”[10]
- Medalia „25 de ani de la proclamarea Republicii” (26 decembrie 1972) „pentru merite deosebite în opera de construire a socialismului, cu prilejul aniversării a 25 de ani de la proclamarea Republicii”[11]
- Ordinul Muncii clasa a II-a (7 mai 1981) „pentru rezultatele obținute în îndeplinirea cincinalului 1976–1980, pentru contribuția deosebită adusă la înfăptuirea politicii Partidului Comunist Român de făurire a societății socialiste multilateral dezvoltate în patria noastră, cu prilejul aniversării a 60 de ani de la făurirea Partidului Comunist Român”[12]